# Posada del Bierzo
Posada del Bierzo, également connue sous le Posada, est un village de la commune de Carracedelo, dans la région de El Bierzo en province de León, Communauté autonome Castille-et-León (Espagne).

## Histoire
L'histoire Posada del Bierzo commence à courir à partir de la fin des années 1950. Construction Barcena marais a forcé sur les deux emplacements bleus pour remplacer les villages inondés. Les terres de cette population appartient maintenant à la ville de Carracedelo pas convaincre les habitants de Barcena ancienne et Posada del Rio. Mais c'est précisément le champ a vécu et continue à vivre Posada del Bierzo, l'un des principaux centres d'exploitation de la conférence de renom et roux poire, label de qualité remarquable.

## Géographie
Il s'agit :
- N: Villaverde
- NE: Dehesas
- S: Carracedelo
- E: Villadepalos

### Climat
Le climat de Posada del Bierzo climat méditerranéen continental qui se produit dans les zones ou régions considérées transition entre le climat méditerranéen continental et le climat oceanic ou climat montagne, avec des précipitations relativement abondantes.

## Évolution démographique
| 2000 | 2001 | 2002 | 2003 | 2004 | 2005 | 2006 | 2007 | 2008 | 2009 | 2010 | 2011 | 2012 | 2013 |
| 175  | 170  | 171  | 168  | 166  | 170  | 179  | 170  | 175  | 173  | 165  | 164  | 159  | 150  |

## Festivals et activités culturelles
- Janvier 5: visite des mages et Chocolatada.
- Février: Carnaval.
- Mai 15: San Isidro Labrador.
- Juin 23: Bonfire of San Juan.
- Juillet: Excursion à l'Association par le peuple.
- Juillet-Août: Des ateliers et des soirées d'été.
- Novembre: Magosto.
- Décembre: Scène de la Nativité dans l'église du village.

## Bâtiments emblématiques

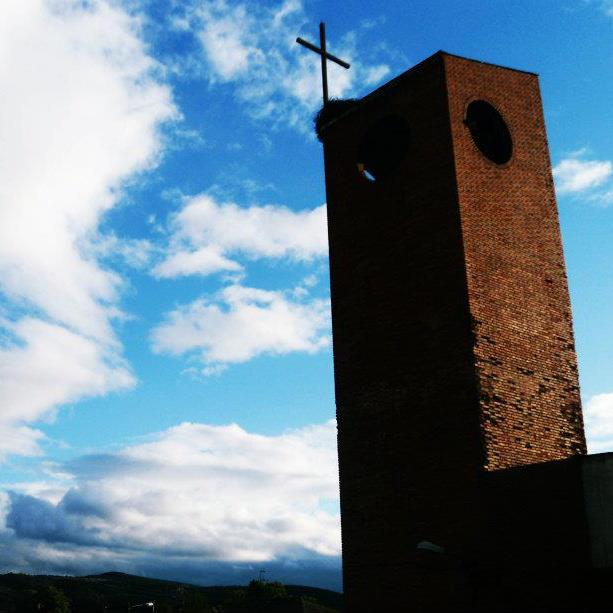
Église San Isidro.

- La Plaza Simón González Ferrando. Inaugurée par le général Francisco Franco, le 16 septembre 1961.
- Église San Isidro.
- Fontaine des quatre tuyaux.

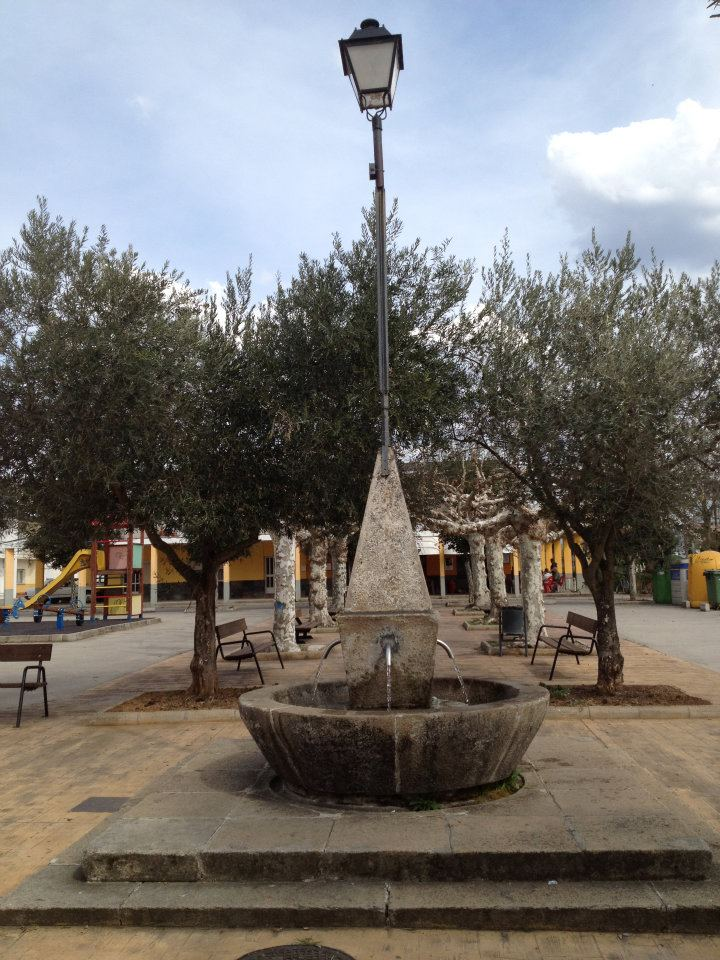
Fontaine des quatre tuyaux.

- Musée de San Isidro, créé par M. Dario Martinez.
- Terrain de football avec des installations sportives et de la boîte.
- Centre sportif adaptés pour football, basket-ball, handball, tennis et volley-ball.
- Vieux Four, patrimoine ethnographique.
- Cimetières locaux et municipaux.
- Echelle: vieux tracteurs servant à peser le fruit.
- Trois parcs.
- Consultations Medical Center.
- Pont qui relie le village avec Carracedelo.
- Drains 20 et 22.

## Économie

### Agriculture

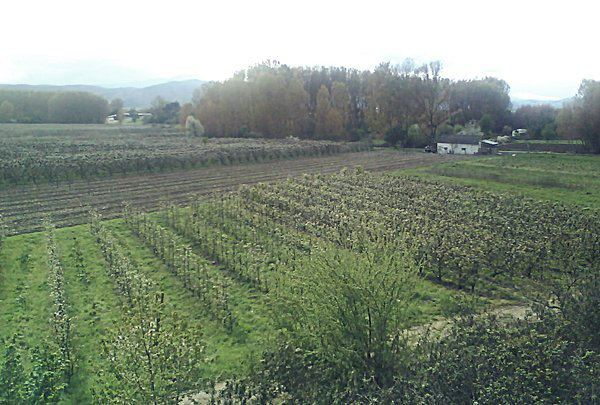
Pear land.

Autour de la production de fruits du village prédomine, en particulier de poire et de pomme. Sont déplacés vers les coopératives et exportés vers diverses villes à travers l'Europe.

### Entreprise
- Cafe-Bar Central.
- Tapas and Burguer La Posada.
- Bieragri, S.L.
- Viticampo.
- El Caracol del Bierzo (L'escargot de El Bierzo).
- Eurocasa.
- Structures Bello Rodriguez.

## Communications
Chemins de fer.
Dispose d'une halte, d'arrêter les trains à Ponferrada, Vigo, León ou Madrid entre autres.
Les bus.
Il a un arrêt sur la place du village. Heures d'ouverture sont de 9 h 12 et 15h.

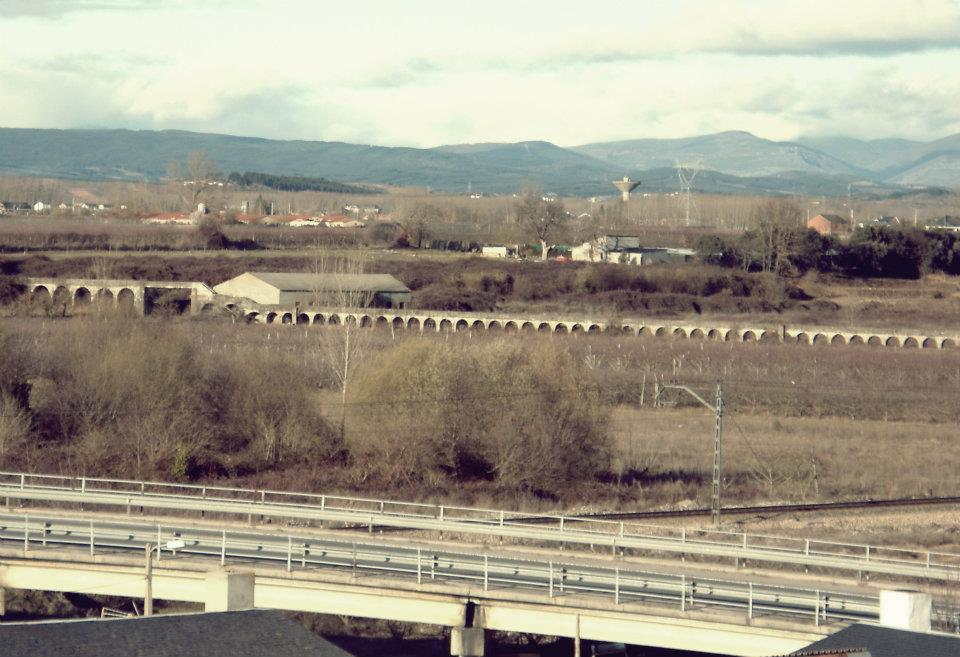
Drains 22 (arrière-plan).

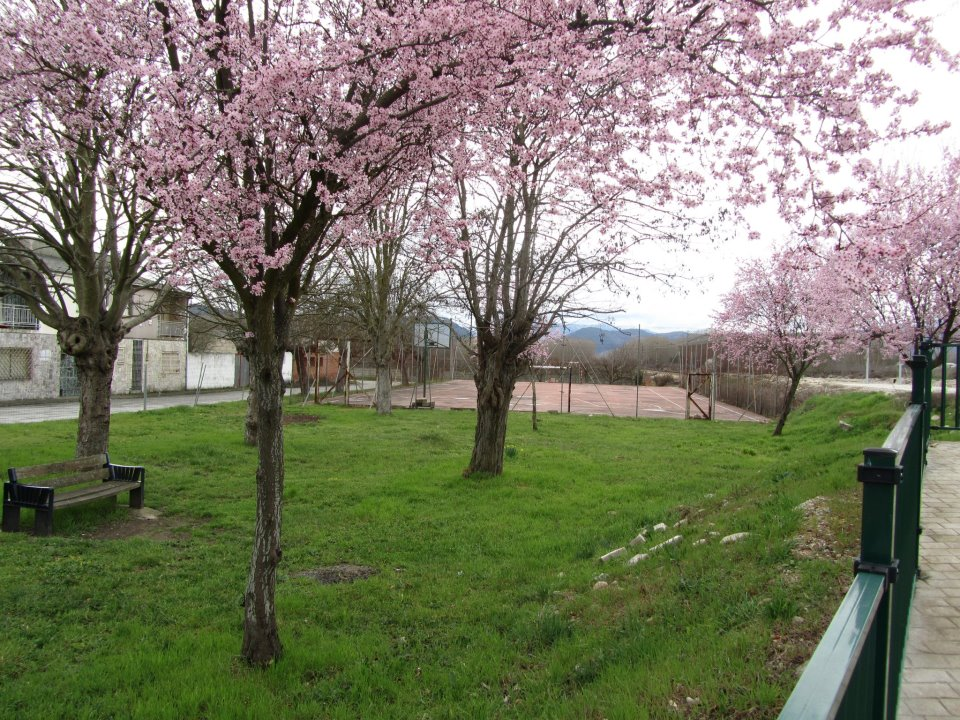
Centre sportif au printemps.